# Zoofobia
A Zoofobia pode ter uma de duas significações estreitamente relacionadas: um termo genérico da classe de fobias específicas a determinados animais, ou um medo doentio de qualquer animal não-humano.
Exemplos de zoofobias específicas seriam entomofobias, como um medo de aranhas (aracnofobia) ou um medo de abelhas (apifobia). Ver o artigo em – fobia da lista de várias fobias. Sigmund Freud mencionou que a fobia a animais é uma das mais frequentes doenças psiconeuróticas entre as crianças.
A Zoofobia não deve ser confundida com o medo ajuizado de animais perigosos ou ameaçadores, como o medo de ursos selvagens ou cobras venenosas.